# Aeroportul Bawean
Aeroportul Bawean (IATA: BXW, ICAO: WARW) este un aeroport din Pulau Bawean⁠(d), Gresik⁠(d), Provincia Java de Est, Indonezia ce deservește zona Pulau Bawean⁠(d). A fost numit după zona deservită.
Situat la o altitudine de 21 m, aeroportul dispune de o singură pistă.